# Skruvtaklök
Aichryson tortuosum är en fetbladsväxtart som först beskrevs av William Aiton, och fick sitt nu gällande namn av Philip Barker Webb och Berth.. Aichryson tortuosum ingår i släktet Aichryson och familjen fetbladsväxter. Utöver nominatformen finns också underarten A. t. bethencourtianum.

## Bildgalleri

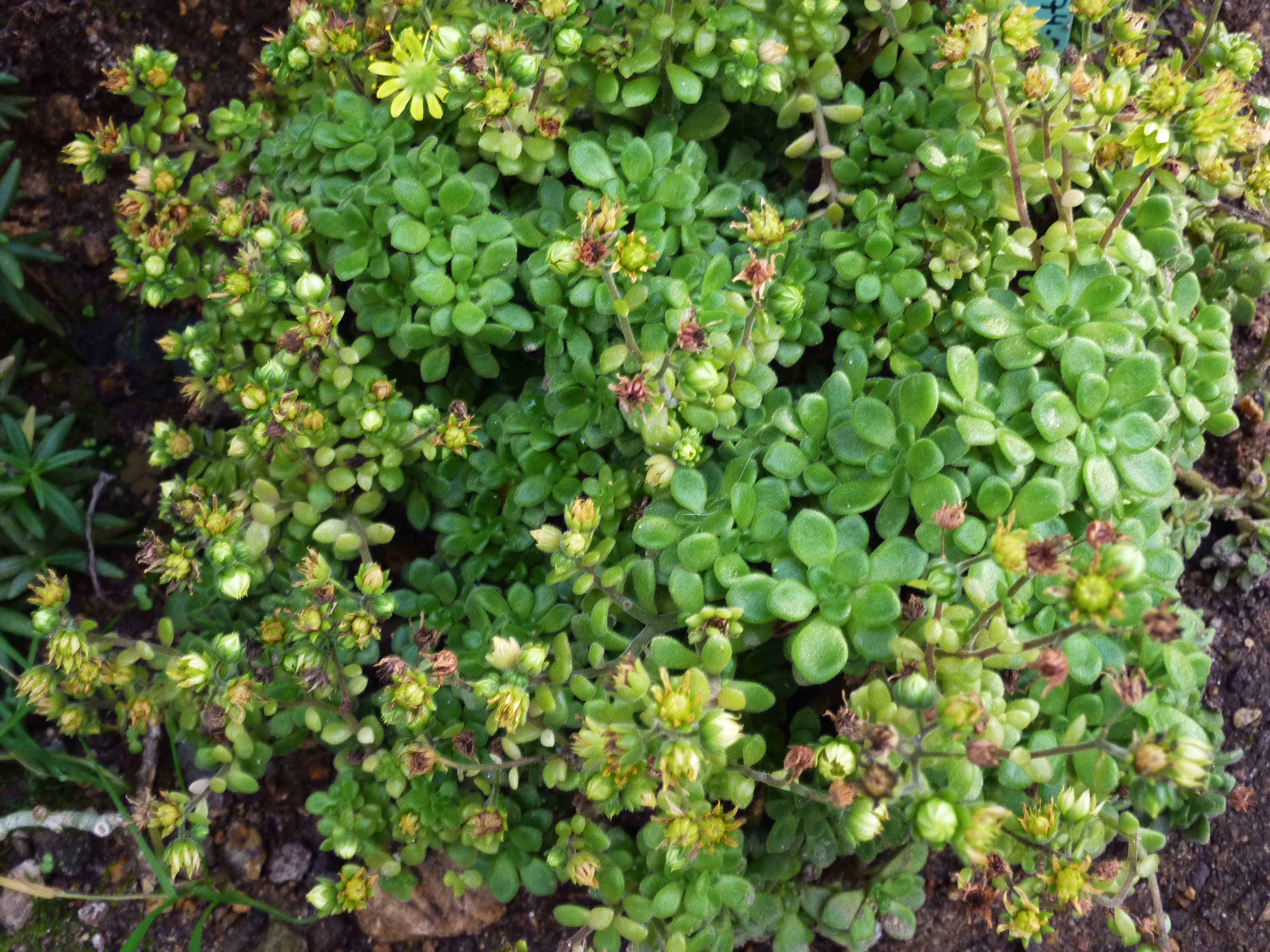
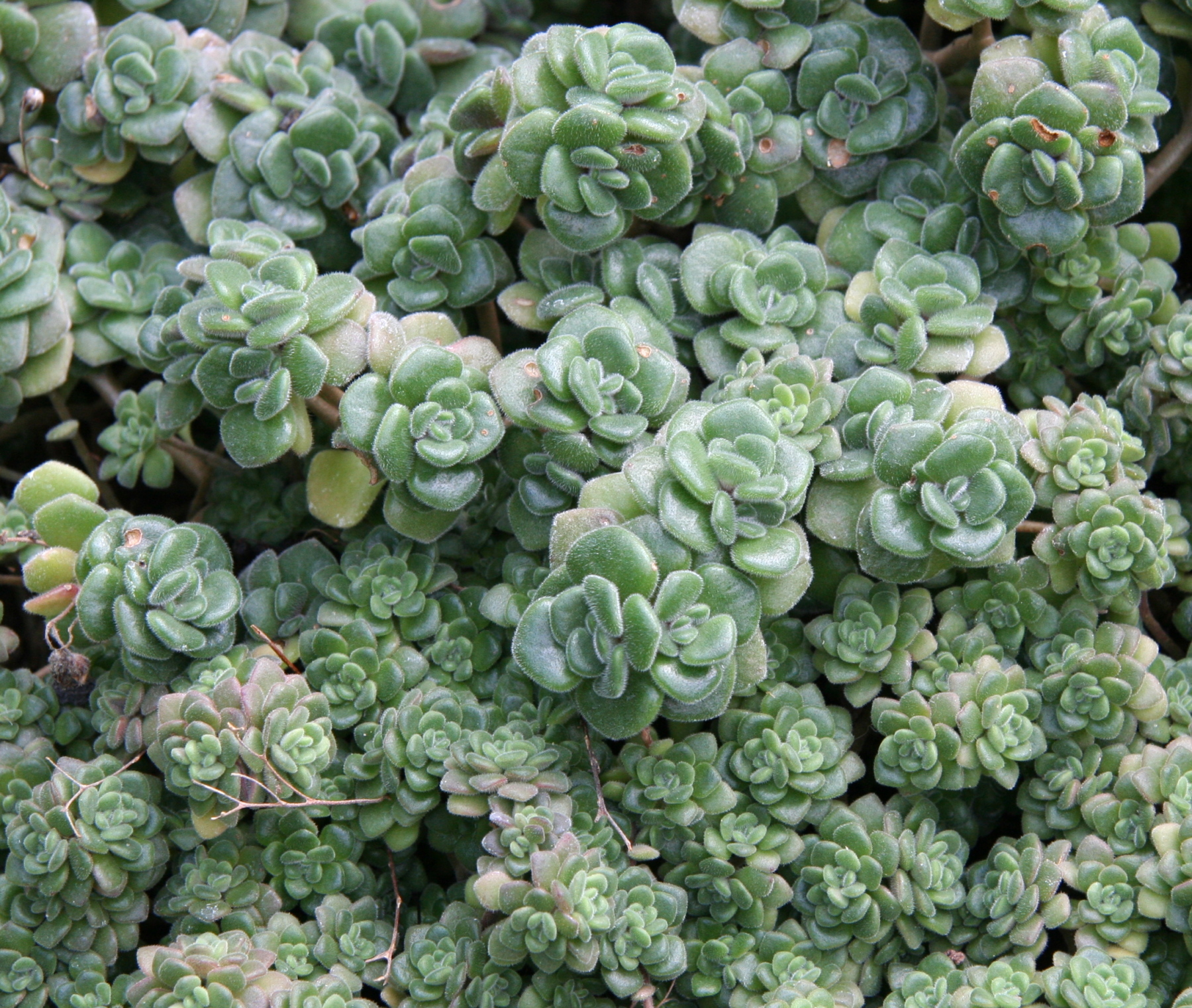